# Клова, Витаутас Юлионо
Витаутас Юлионо Клова (лит. Vytautas Klova; 31 января 1926, Тиркшляй, Мажейкский район, Литва — 10 декабря 2009, Вильнюс, Литва) — советский и литовский композитор и педагог. Заслуженный деятель искусств Литовской ССР (1959). Народный артист Литовской ССР (1976).

## Биография
Витаутас Клова родился 31 января 1926 года в местечке Тиркшляй (лит. Tirkšliai, lt). В 1946–1948 гг. учился В Каунасской консерватории (преподаватель, профессор Юозас Груодис). В 1951 году окончил Литовскую государственную консерваторию (преподаватель, профессор Антанас Рачюнас). Написал ряд вокально-инструментальных произведений для ансамбля народной песни и танца "Летува". В 1954—1994 годах преподавал теорию музыки в Литовской консерватории. Автор оперных симфонических камерных и вокальных произведений, в 1966 году написал учебник «Полифония». С 1948 года ведёт педагогическую работу. В 1982 году получил звание профессора.

## Творчество

### Оперы
- 1956 — «Пиленай» (в 1956 году поставлена на сцене Литовского театра оперы и балета, в 1957 году удостоена Государственной премии Литовской ССР)[4]
- 1958 — «Вайва» (в 1958 году поставлена на сцене Литовского театра оперы и балета)
- 1960 — «Дочь» (в 1960 году поставлена на сцене Литовского театра оперы и балета, в 1960 году удостоена Государственной премии Литовской ССР)[4]
- 1966 — «Два меча»
- 1969 — «Американская трагедия» (в 1969 году поставлена на сцене Латвийского театра оперы и балета)[4]
- 1974 — «Аве, вита»

### Оркестровые произведения
- 1954 — симфоническая поэма «Юрате и Каститис»
- 1962 — сюита «Картины Вильнюса»

## Награды
- 1957, 1960 — Лауреат Государственных премий Литовской ССР.
- 1959 — Заслуженный деятель искусств Литовской ССР.
- 1976 — Народный артист Литовской ССР[5]